# Vitéz László (színművész)
Vitéz László (Budapest, 1949. május 19. – Kecskemét, 2006. június 23.) magyar színész.

## Életpályája
1976-ban diplomázott a Színház- és Filmművészeti Főiskola hallgatójaként Simon Zsuzsa osztályában. 1976–1977 között a győri Kisfaludy Színházhoz szerződött. 1977–1980 között a Miskolci Nemzeti Színházban játszott. 1980–1981 között Kecskeméten, 1981–1982 között Debrecenben töltött egy-egy sikeres évadot. 1982-től haláláig a Kecskeméti Katona József Nemzeti Színház tagja volt.
Drámai és vígjátéki fő- és mellékszerepeket egyaránt alakított.

## Színpadi szerepeiből
- Mick (Harold Pinter: A gondnok)
- Don Quijote (Mitch Leigh – Joe Darion – Dale Wasserman: La Mancha lovagja)
- McMurphy (Ken Kesey: Száll a kakukk fészkére)
- Dobcsinszkij (Nyikolaj Vasziljevics Gogol: A revizor)
- Lucifer majd az Úr (Madách Imre: Az ember tragédiája)
- Bicska Maxi (Bertolt Brecht–Kurt Weill: Koldusopera)
- Vitéz László (Weöres Sándor: Holdbéli csónakos)
- Clavigo (Johann Wolfgang von Goethe: Clavigo)
- Jim O’Connor, a látogató (Tennessee Williams: Üvegfigurák)
- Jónás, a halász (Marin Sorescu: Jónás)
- Varga úr (Kiss Csaba: A dög)
- Ben (Arthur Miller: Az ügynök halála)
- Herceg (Pozsgai Zsolt: A szörny és a szép)
- Lestyák bá (Mikszáth Kálmán: A beszélő köntös)
- Arbogast (R. Bloch: Psycho)
- Égeon, Szirakúzai kereskedő (Shakespeare: Tévedések vígjátéka)
- Demetrius majd Zuboly (William Shakespeare: Szentivánéji álom)
- Házigazda, festőművész (Wyspianski: A magyar menyegző)
- Albafiorita gróf (Carlo Goldoni: Mirandolina)
- Marci bácsi (Kodály Zoltán: Háry János)
- Cadeau úr (Kálmán Imre: A cigányprímás)
- Salvator, főkomornyik (Zerkovitz Béla–Szilágyi László–Harmath Imre: Csókos asszony)
- Igazgató (Henrik Meilhac: Nebántsvirág)

## Filmjei

### Játékfilmek
- Sínen vagyunk (1976)
- Jó utazást! (1976)
- Töredék az életről (1980)
- Jób lázadása (1983)
- Szeretők (1984)
- A vád (1996)

### Tévéfilmek
- Nagyvizit (1981)
- Míg új a szerelem (1983)